# Borsig

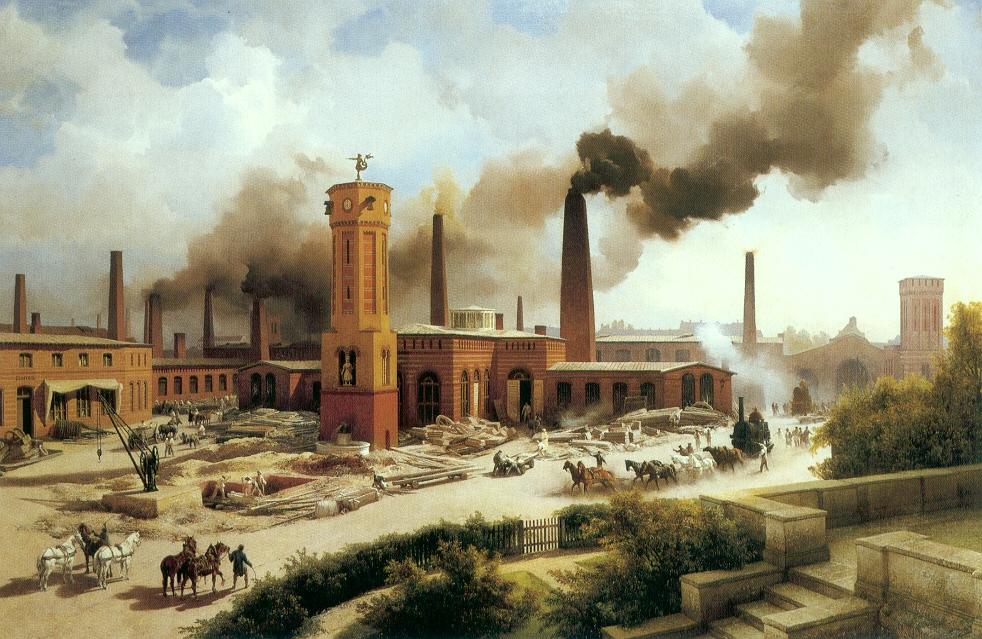
Usine Borsig de Berlin en 1847.

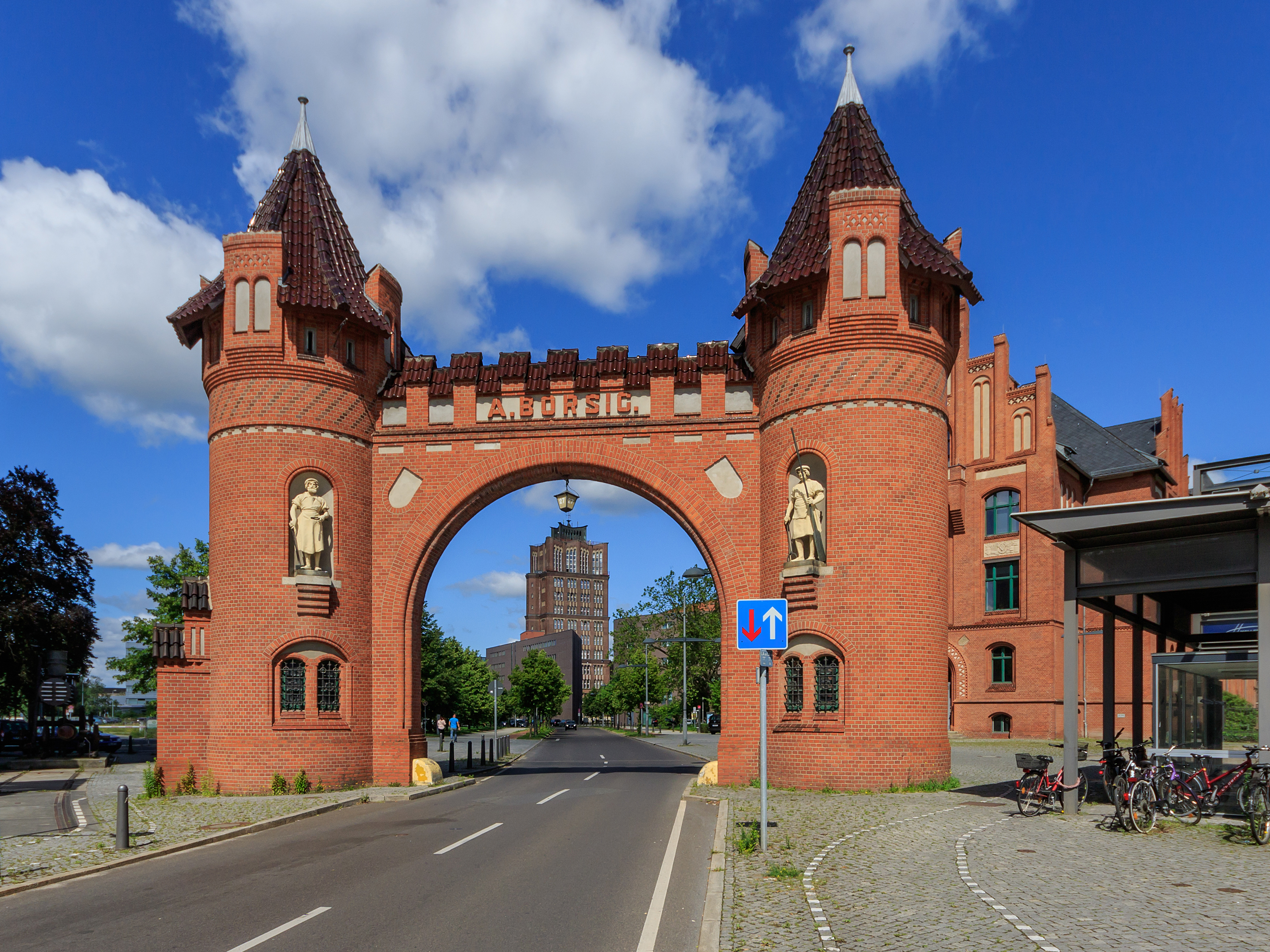
La porte de l'ancienne usine Borsig de Berlin-Tegel aujourd'hui.

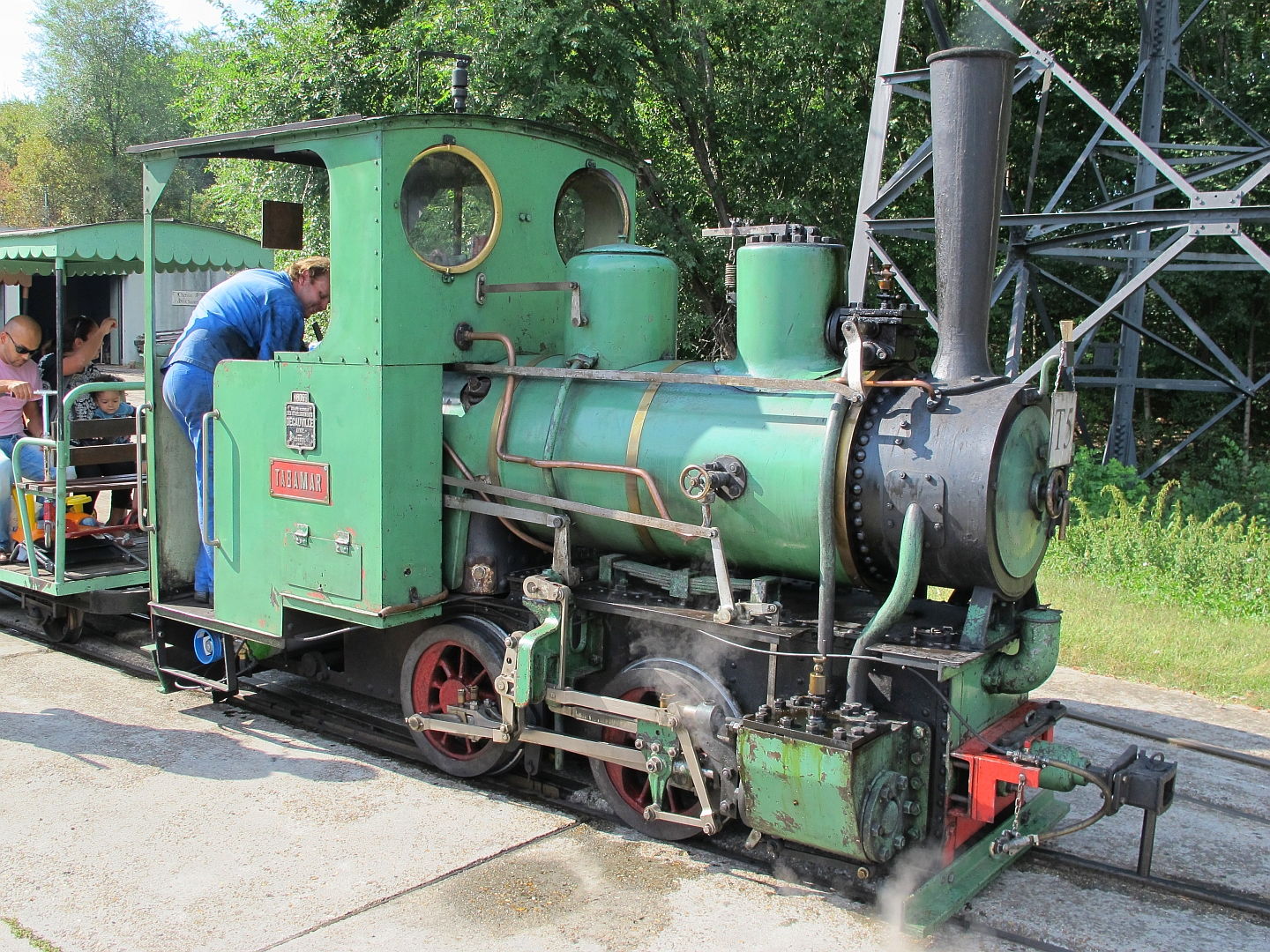
La 020 T no 13 du Chemin de fer des Chanteraines construite en 1911 par Borsig pour Decauville.

Borsig était une entreprise allemande de construction mécanique, dont le siège était à Berlin.

## Histoire
Borsig fut fondée par August Borsig en 1837. Dès 1841, elle construisit des locomotives à vapeur. Vers 1875 elle était, avec la firme américaine Baldwin, une des plus grandes fabriques de machines.
Cette société connut plusieurs implantations à Berlin et dans le Brandebourg environnant avec :
- Oranienbourg en premier lieu
- Berlin-Moabit en 1847
- Berlin-Tegel en 1898
- Hennigsdorf en 1930.

En 1931 l'entreprise au bord de la faillite fusionnera avec AEG (en), et la production de locomotives sera transférée à Hennigsdorf où elle se poursuivra jusqu'en 1944 sous l'appellation Borsig Lokomotiv Werke GmbH, filiale d'AEG qui produira 1 230 locomotives de 1931 à 1944, puis en 1947 l'entreprise sera nationalisée.

## Production
Sa production concerna aussi bien les locomotives à vapeur que les locomotives électriques, les locomotives Diesel ou les locomotives à air comprimé. Fournissant aussi bien les grands réseaux que les industries privées, il y eut 13 500 machines produites.
En 1935 et 1937, trois locomotives prototypes de type Hudson et numérotées dans la série DRG Class 05 (de) 05-001 à 05-003 furent construites par Borsig. Le 11 mai 1936, la 05-002 atteignit la vitesse de 200,4 km/h à la hauteur de Friesack sur la ligne de Berlin à Hambourg, battant ce jour-là le record du monde de vitesse sur rail en traction vapeur. Parmi les locomotives produites pour l'exportation figurent deux séries de 20 et 40 machines de type Mountain Class 19D (en), construites en 1937 et 1938 pour les chemins de fer d'Afrique du Sud.
En 1970, Borsig AG est rachetée par la filiale allemande de Babcock & Wilcox.